# Salzburgring
Salzburgring – tor wyścigowy o długości 4,241 km położony koło wsi Plainfeld, około 10 km na wschód od Salzburga w Austrii. Składa się z dwóch długich prostych, dwóch nawrotów, szykany i kilku łagodnych zakrętów. Charakterystyczny kształt toru wynika z położenia w wąskiej, alpejskiej dolinie. W latach 1971 – 1994 (nie wliczając 1980 i 1992) rozgrywano na nim Motocyklowe Grand Prix Austrii. Od 2012 na tym torze odbywa się Wyścig Austrii WTCC.